# Allalinhorn
Allalinhorn (4027 m n. m.) je hora ve Walliských Alpách. Leží na území Švýcarska v kantonu Valais v blízkosti obcí Visp, Stalden a Saas Grund. Díky podzemní dráze ze Saas Fee na Mittelallalin je hora jednou z nejsnáze dostupných alpských čtyřtisícovek (ledovcová túra obtížnosti F).
Na horu poprvé vystoupili jihozápadním hřebenem 28. srpna 1856 farář ze Saas Grund Johann Josef Imseng a jeho sluha Franz Josef Andermatten, s klientem Edwardem Levi Amesem z Anglie.